# Siep de Haan

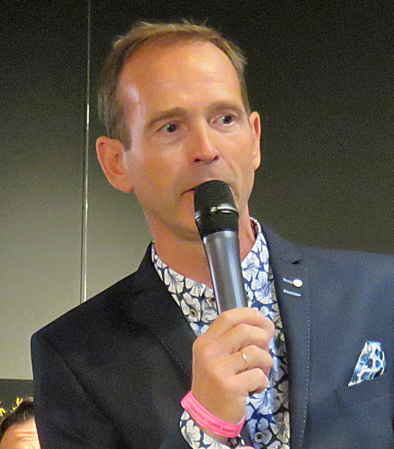
Siep de Haan, hier in 2017 bij de opening van de Arts & Culture Pride

Siebolt (Siep) de Haan (Wolvega, 1958) is een Nederlandse leraar. In 1996 was De Haan woordvoerder van Gay Business Amsterdam die de eerste editie van Amsterdam Gay Pride bedacht. Tot 2006 organiseerde De Haan het pride-evenement.

## Onderwijs
Na de middelbare school bezocht hij van 1976 tot 1983 de lerarenopleiding in Groningen, waar hij bevoegdheden haalde voor docent wiskunde en scheikunde.
In augustus 1985 werd Siep de Haan benoemd als leraar wiskunde aan het St. Bonifatiuscollege in Utrecht. Daar bleek zijn organisatietalent en gevoel voor PR toen hij samen met Huub Verweij en Peter Kramer de actiegroep 'de Nahossers' oprichtte. De actiegroep was gericht tegen de Herziening Onderwijs Salarisstructuur (HOS) waar hij als een van de eersten de nadelen van ondervond. De protestacties waren succesvol: ze kregen mede door De Haans gevoel voor publiciteit landelijk bekendheid en de salarissen voor beginnende docenten werden verhoogd.

## Amsterdam Gay Pride
Toen Siep de Haan in 1990 naar Amsterdam verhuisde, ging hij helpen bij de feesten in Danscafé Havana en discotheek RoXY. Van 1993 tot 1996 trad hij op als manager van de van televisie bekende travestiet Nickie Nicole.
In 1995 richtte hij samen met anderen Gay Business Amsterdam (GBA) op: een samenwerkingsverband van homo-organisaties en –bedrijven. GBA organiseerde vanaf 1996 de Amsterdam Pride. De Canal Parade over de grachten, het meest in het oog springende onderdeel van de Pride, werd een groot succes en trekt jaarlijks enkele honderdduizenden mensen. Daarmee is het na Koninginnedag en de Uitmarkt het grootste evenement van Amsterdam.
Het succes is mede te danken aan De Haans controversiële PR. Vrijwel jaarlijks ontstond ruzie tussen De Haan en de gemeente Amsterdam, de deelraad Binnenstad of de politie over vergunningen en reguleringen. Hierdoor was er voorafgaand aan het evenement steevast veel (gratis) media-aandacht.
Deze tactiek leverde hem het predicaat 'relnicht' op en niet iedereen was te spreken over zijn strategie. Hij is dan ook niet onomstreden. Waar critici menen dat hij manipuleert en tiranniseert, wordt hij door anderen opgehemeld om zijn inzet voor de homogemeenschap. Deze waardering werd in 2002 tot uitdrukking gebracht in de toekenning van de Gouden Driehoek: een door Manfred Langer ingestelde prijs voor bewezen diensten voor de homogemeenschap.
In 2006 wilde De Haan de Amsterdamse Gay Pride afblazen. De gemeente besloot daarna de organisatie niet langer aan het GBA over te laten en wees de stichting ProGay als nieuwe organisator aan. Vanaf 2014 is De Haan als adviseur aan de Amsterdam Gay Pride verbonden en werd hij een van de 'ambassadeurs' van dit evenement.
Op 3 maart 2014 kreeg De Haan, samen met mede-initiatiefnemers Ernst Verhoeven en Peter Kramer, de Andreaspenning uit handen van burgemeester Van der Laan. Deze penning werd namens het college van B&W van Amsterdam aan hem uitgereikt wegens grote verdiensten voor de stad Amsterdam met een landelijke uitstraling.
Daarna richtte hij het Andreas Cultuur Fonds op, dat subsidies zal verstrekken aan jonge homokunstenaars en creatieve projecten mogelijk wil maken. Sinds 2014 werkt het fonds samen met de stichting Amsterdam Gay Pride aan het culturele programma van dit evenement.
In 2020 werd De Haan benoemd tot Ridder in de Orde van Oranje-Nassau.

### Rechtszaak Huffnagel
Vlak voor de Pride in 2005 deed een van de GBA-organisatoren aangifte tegen ex-wethouder Frits Huffnagel wegens belediging. De Haan bracht hierover een persbericht uit. Huffnagel spande daarop een kort geding wegens smaad tegen De Haan aan, dat door Huffnagel verloren werd. Daarna werd De Haan door het Openbaar Ministerie gedaagd voor de Europese strafkamer van rechtbank Amsterdam. Bij vonnis is hij op 2 juni 2008 wederom vrijgesproken. Het OM ging echter in hoger beroep, waar De Haan alsnog in het ongelijk wordt gesteld. In hoger beroep voor het gerechtshof Amsterdam werd bij arrest op 23 november 2009 de geldstraf van 350 euro opgelegd, de helft van het oorspronkelijke bedrag. Volgens het Hof was de inhoud waar, maar mocht het bericht over Huffnagel niet in de openbaarheid gebracht worden. Tegen deze uitspraak is de advocaat van De Haan in cassatie bij de Hoge Raad gegaan. Nadat de Hoge Raad de cassatie had afgewezen, is De Haan in beroep gegaan bij het Europese Hof van Justitie.

## In boeken
In het boek Haantjes uit 2011 beschrijft Kluun de Gay Games 1998, inclusief de rol van de Gay Business Amsterdam. Siep de Haan wordt opgevoerd als Arno de Hen, een van de sleutelfiguren in Haantjes. Kluun: “In mijn boeken beschrijf ik figuren die iedereen herkent. Siep is natuurlijk een inspirerend type. Het zijn incrowdgrapjes –ik vind het leuk om te spelen met fictie en werkelijkheid.”
In het boek “Carice, een portret in woord en beeld” uit 2011 gaat filmredacteur Ab Zagt op zoek naar de oorsprong van het acteertalent van Carice van Houten. In het boek komt Siep de Haan aan het woord als een van haar leraren op het Boni, de middelbare school in Utrecht. Het Parool beschrijft de presentatie van de glossy biografie van Carice van Houten (27 juni 2011): ”Siep de Haan, de wiskundeleraar van Carice van Houten, nipt aan zijn champagne. Hij is een droomleraar voor iedere scholier die geen kaas heeft gegeten van worteltrekken: “Het was een feest haar les te geven, juist omdat ze er niets van snapte.””